# 10244 Thuringer Wald
A 10244 Thuringer Wald (ideiglenes jelöléssel 4668 P-L) a Naprendszer kisbolygóövében található aszteroida. Cornelis Johannes van Houten,  Ingrid van Houten-Groeneveld és Tom Gehrels fedezte fel 1960. szeptember 26-án.